# Extrakunia montana
Extrakunia montana är en fjärilsart som beskrevs av Shigero Sugi 1968. Extrakunia montana ingår i släktet Extrakunia och familjen nattflyn. Inga underarter finns listade i Catalogue of Life.